# Khe bụng
Khe bụng hay rãnh bụng dọc là một đường cơ chạy dài thẳng đứng giữa bụng và là một xu hướng tập thể hình nổi lên vào khoảng tháng 7 năm 2016. Trong thế giới tiếng Anh hình ảnh này được gọi là "ab crack". Sự xuất hiện của Khe bụng như một cơn sốt mới thay thế cho xu hướng khe hở đùi để trở thành mục tiêu tập luyện thể hình lan rộng. Trang Elle.com định nghĩa "ab crack" là "rãnh dẫn nước chia cắt trung tâm dạ dày".  Hình ảnh khe bụng xuất hiện trên các tài khoản Instagram của nhiều người mẫu đã gây ấn tượng, thông qua những người mẫu nổi tiếng khiến nhiều người mong muốn có được khe bụng.

## Nguồn gốc và sự lan rộng xu hướng

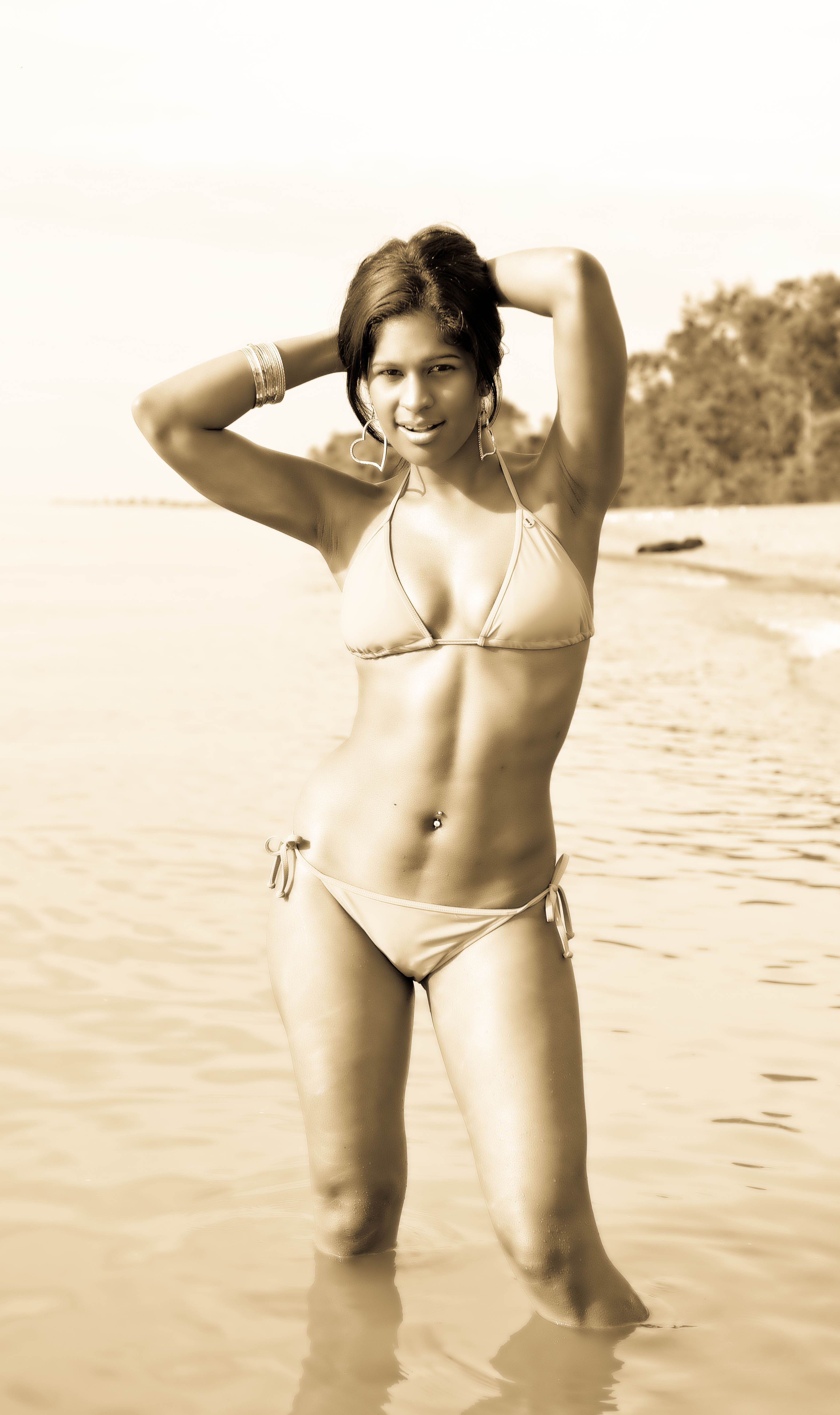
Một cô gái có "rãnh bụng dọc" trong trang phục bikini